# Crataegus shuswapensis
Crataegus shuswapensis är en rosväxtart som beskrevs av James Bird Phipps och O'kennon. Crataegus shuswapensis ingår i Hagtornssläktet som ingår i familjen rosväxter. Inga underarter finns listade i Catalogue of Life.